# Sea todo para bien
Sea todo para bien (Tutto per bene) es una obra de teatro del dramaturgo italiano Luigi Pirandello estrenada en 1920. Está basada en la novela corta homónima, de 1906 y también de Pirandello.

## Argumento
La historia se centra en la figura de Martino Lori, un hombre que acaba de enviudar de la mujer de la que estaba ciegamente enamorado. Descubre sin embargo que su mujer, en vida, le fue infiel y además que Palma, la hija que él creía de ambos, es de otro. Martino se hunde en la tristeza y la soledad ante el desprecio de todos los que le rodean, ignorantes de la verdad que solo él conoce.

## Representaciones destacadas
La obra se estrenó en el Teatro Quirino de Roma el 2 de marzo de 1920 por la compañía de Ruggero Ruggeri, con Sergio Tofano, Alfonso Cassoli y Margherita Bagni.
En Francia se estrenó en 1926 por la compañía de Charles Dullin, con el título de Tout pour le mieux. En Londres se montó en 1953 en el Teatro St. James con el título de All for the best.

## Adaptaciones
En Argentina se realizó una versión para la gran pantalla titulad Todo sea para bien, de Carlos Rinaldi, con Francisco Petrone y Susana Campos.
En Francia se adaptó para televisión emitida en 1969 con Jean Desailly en el papel protagonista.
El espacio de televisión argentino Alta comedia emitió una adaptación en 1971, interpretada entre otros por Arnaldo André, Narciso Ibáñez Menta, Dora Baret y Pablo Alarcón.
También existe una versión española para la pequeña pantalla, emitida el 28 de diciembre de 1978, dirigida por Cayetano Luca de Tena e interpretada por Pablo Sanz (Martino), Javier Loyola, Amparo Pamplona, Manuel Tejada, Paco Racionero y Luisa Sala.